# Tricyclea voltae
Tricyclea voltae är en tvåvingeart som beskrevs av Rickenbach 1959. Tricyclea voltae ingår i släktet Tricyclea och familjen spyflugor. Inga underarter finns listade i Catalogue of Life.